# 端脚類
端脚類（たんきゃくるい、学名: Amphipoda）は甲殻類の目の一つ。軟甲綱フクロエビ上目（嚢蝦上目）に属する。ヨコエビ、タルマワシ、ワレカラなどが含まれる。

## 概要
1万種類以上が知られる大きなグループで、熱帯から極地まで世界中に分布する。陸上や淡水にも生息するが、大部分が海で見られる。
体長は数mmから数10 cmまで、種類によって差があるが、概して小型の動物である。体は左右や上下に扁平な、やや細長いものが多いが、非常にひょろ長い体を持つ例もある。
食性は種類によって異なり、プランクトンや生物の死骸、デトリタスなどを食べるが、他の生物に寄生するものも多い。一方、敵は刺胞動物や魚類、鳥類など多岐にわたる。
食物連鎖の下位ながらも、生物の死骸や糞を食べる分解者として、また他の動物の餌として重要な位置を占める。人間にとって直接の利用価値はほとんどないが、自然界で果たす役割は大きい。

## 名称
- Amphipoda（端脚目）という名称の由来は、「足が歩行にのみ適応している等脚目（Isopoda）に対して、歩行と遊泳の両方に適応していること」(Spence Bate & Westwood 1863)とされている（ただし実際は、胸脚を歩脚として用い、腹肢を遊泳脚として用いる点では、ほとんどの種において、等脚目と端脚目との間にこれといった違いはない）。なお、俗説として前向きの胸脚と後ろ向きの胸脚を共に具えていることから名付けられたとの見解も流布している。
- ヨコエビ類は古くは「ヨコノミ」と呼ばれることが多かったようである(藤田 1913)。江戸時代の文献には「水蚤」「トビムシ」との記述もみられる[1]。
- 佐渡ではワレカラ類のことを「アリカラ」「アジカラ」と呼び、ときにヨコエビ類と区別しないという(伊藤 1990)。
- 主にヨコエビ類を「スムス（死虫）」と呼ぶ地方がある[2]。フトヒゲソコエビ上科と考えられる。「シオムシ」と同一視されることもあるが、これは等脚類の一種である。
- ダイバーの間で「タルマワシ」と呼称されているのは、ホテイヨコエビ科の一種であることが多い。例えばバリ島でみられるものはParacyproidea dixoniと考えられる。
- 端脚類全般を表す英語の「sea flea」に、クラゲノミ亜目の一群を示す「ウミノミ」という名称を当てはめることにより、事実関係に混乱が生まれることがある。#人との関わりを参照のこと。

## 形態的特徴
淡水や浅海域に産するものは体長が数mm程度で、1 cmを超えるものは大型とされる。深海溝に生息するものは体長2 - 3 cm程度までの大きさが多いが、体長28 cmのものも発見されている。
頭部は胸部の第一節ないし第二節まで癒合するが、背甲は発達しないので、ほとんど体全部の体節が背面から見える。
複眼は柄が無くて体に対して小さく、深海や地下水にすむ種類では退化している。頭部には2対の触角があり、胸部の脚は2対の顎脚と5対の歩脚からなる。それらの胸脚は外肢を欠き、単純な歩脚の形を取る。腹部は三節からなる後体部と三節の尾部に分かれる。
しばしば性的二形を示し、代表的なものではオスの咬脚はセミの幼虫の前脚のように太く発達することがある。

## 生態など

### 生息環境
クラゲノミ亜目およびワレカラ類は例外なく海洋に生息する。ヨコエビ類は海洋に限らず河川や湖沼、地下水系、陸上にも進出している。

### 被食
- 浅海の底生種は、魚類や鳥類によく捕食される。
- 深海の底生種はコククジラに捕食される。
- ウミノミの一種Hyperiella dilatataはトゲなどの防御機構を持たない代わりに、Pteroenoneという忌避物質を持つクリオネ属の軟体動物を背中に抱えることで、魚類などの捕食者から逃れていることが分かっている(Agosta 2001)。
- 中層を浮遊もしくは遊泳している種も魚類などの餌となっている。ウミノミ類では捕食者の眼を欺く仕組みが発達している。

### 寄生
- 魚類を最終宿主とする鉤頭動物の中間宿主としてワレカラ科やカマキリヨコエビ科が利用されるため、養殖マダイの管理において重要視されることがある(Yasumoto & Nagasawa 1996)。
- 他にヨコエビを宿主とする寄生生物として、貝形虫、線形動物、グレガリナ、微胞子虫などが知られている。
- バイカル湖には、大型ヨコエビの覆卵葉内に寄生するヨコエビPachyschesidae（ヨコエビ上科）が知られている(Karaman 1976)。

## 行動

### 繁殖
- 端脚類は普通雌雄異体で、体外受精を行う。
- 産み落とされた卵はメスの覆卵葉（ふくらんよう）の中で保護される。孵化直後の仔もこの中で保護され、その後しばらくは何らかの形で親の保護を受ける種が多い。
- 幼生期はなく、例外なく成体と同じ体制をもって孵化し、産まれた直後から概ね成体と同じニッチを共有する。
- 底生のヨコエビにおいて、交尾前ガード行動やハレム形成など、メスを独占するオスの戦略が発達している。

### 摂餌
- 底生のヨコエビでは、デトリタス（有機懸濁物）食と植食が多くみられる。
- 浮遊性種や遊泳性種は、捕食者が多い。
- 腐肉食者は底生ないし近底遊泳性を示す。

### 寄生
- クラゲノミ亜目には、刺胞動物や尾索動物などのゼラチン質プランクトンに寄生する種が知られている。サルパ類の内部を摂食し、確保した空間を保育に使用するオオタルマワシが著名である。中には、フェオダリア類Aulosphaera sp.を利用するセムシウミノミPhronimopsis spinifera Claus, 1879や、放散虫Collozoum pelagicum Haeckel, 1861を利用するクラゲノミ類Hyperietta stephenseni Bowman, 1973など、原生動物に便乗するものも知られる(Nakamura, Minemizu & Saito 2019)。
- クジラジラミ類は鯨類への体表寄生に特化しており、身体は平たく、各肢の先端部分は強く湾曲し鉤爪状になっている。
- ヨコエビには、HyacheliaやウミガメドロノミPodocerus chelonophilusなど、ウミガメの体表に付着する習性をもつものが知られる。

## 生理的特性

### 呼吸
- 各胸節の下側に鰓がある。通常、付属肢の根元に1対ずつ鰓をもつ（底節鰓という）。マミズヨコエビ下目などの一部の種において、胸節腹側の中央部に1つずつ鰓を生じることがある。

### 分泌物
- ヨコエビにおいて、主に巣などの生活の場を形成するために、アンフィポッド・シルクと呼ばれる分泌物を出すことが知られている。

### 体内時計
- 浅海に棲む種などでは、主に潮汐とリンクした出現消長が観測されている。
- 日の当たらない洞窟内の水中に生息するStygobromus allegheniensisを用いた実験において、太陽光に依存しない体内時計の存在が確認されている(Espinasa et al. 2016)。

### 光に関わる特性
- ハマトビムシ科において生物発光の報告がある(Bousfield & Klawe 1963)。
- クラゲノミ亜目には、身体を透明化して捕食者から逃れる戦略をもつものがいる。体表に微小な突起構造を発達させて屈折率の違いを認識させにくくするもの[4]や、体表に共生したバクテリアの作用で反射を抑制するものも知られる[5]。

## 人との関わり

### 文化
- ワレカラは平安時代から日本人に認知されており、古くは古今和歌集に「海人のかる 藻にすむ虫のわれからと 音をこそ泣かめ 世をば恨みじ」（藤原直子）という歌が収録されている。
- ヨコエビやクラゲノミはしばしば切手を飾る題材となっている。

### 産業への影響
- 漁業分野においては、肉食性のヨコエビが網にかかった魚類を食べるといった事例が報告されている。
- ヒゲナガヨコエビ科は、養殖されている緑藻の若芽を食害したとの報告もある。

### 人体への影響
- フトヒゲソコエビ類やヨコエビ上科のグループは、水死体を損壊することがある(永田, 福元 & 小嶋 1967)(小関 & 山内 1964)。
- 2017年8月に、オーストラリア南東部メルボルンに住む16歳の少年が、海岸で足を海水に浸したところ、両足から出血して血が止まらなくなるという事態に遭遇した。少年の父親が採取したサンプルをミュージアム・ビクトリアが分析した結果、腐肉食性のフトヒゲソコエビ類がその犯人と考えられた。モナシュ大学の研究者は「フトヒゲソコエビ類が餌を食べている近くに長時間留まっていたことが原因ではないか」との見解を示している。なお、CNN日本版[6]など一部報道にて「ウミノミ」との語が用いられているが、元の記事[7]には「lysianassid amphipods, a type of scavenging crustacean. Amphipods are sometimes referred to as 'sea fleas,' 」とある。すなわち、英語のsea fleas（海のノミ）は端脚類全般を指し、日本でいう「ウミノミ類（クラゲノミ亜目）」とは異なるため、今回の犯人を「ウミノミ」と呼称するのは誤り。

## 分類

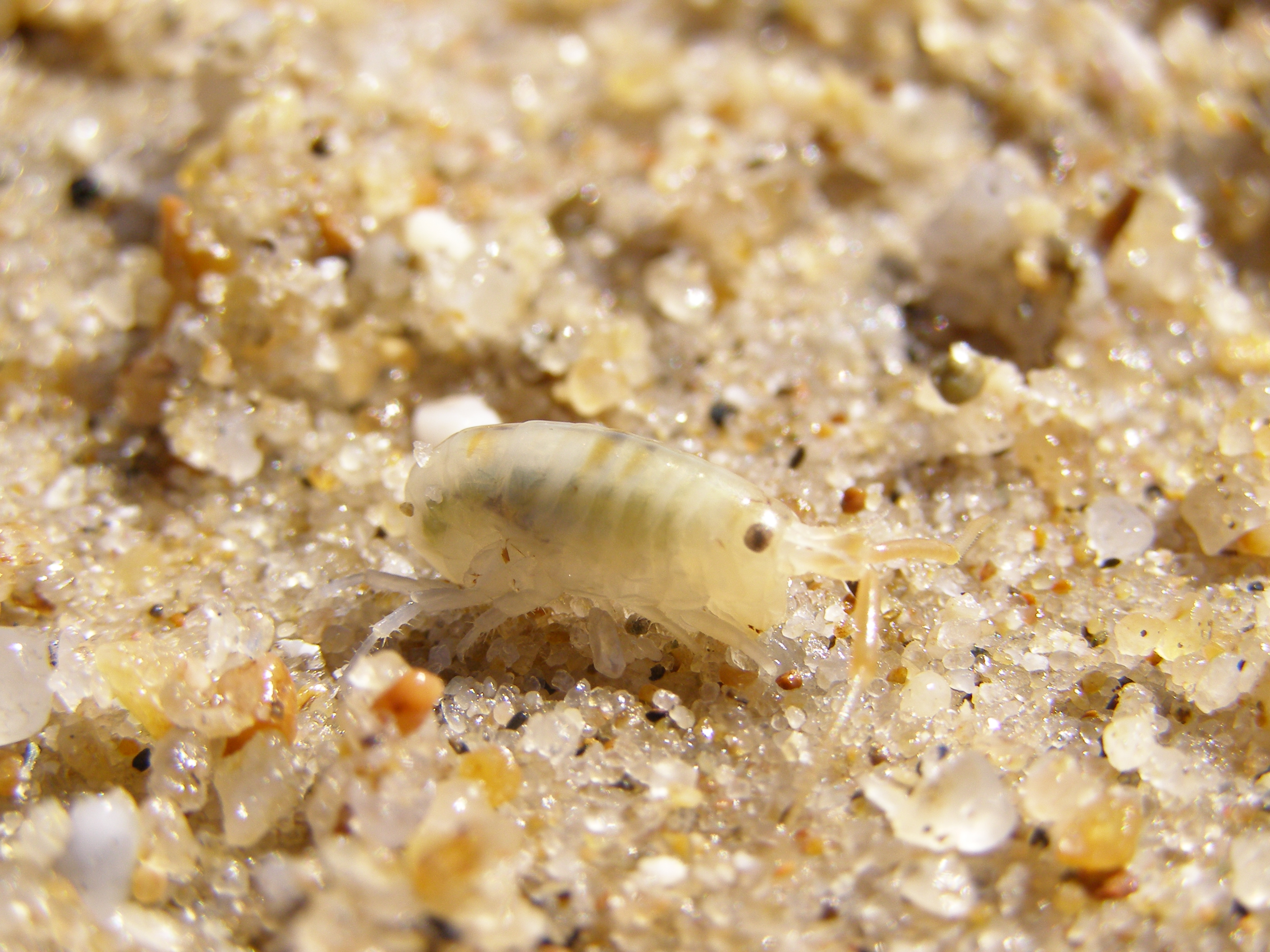
ハマトビムシの1種

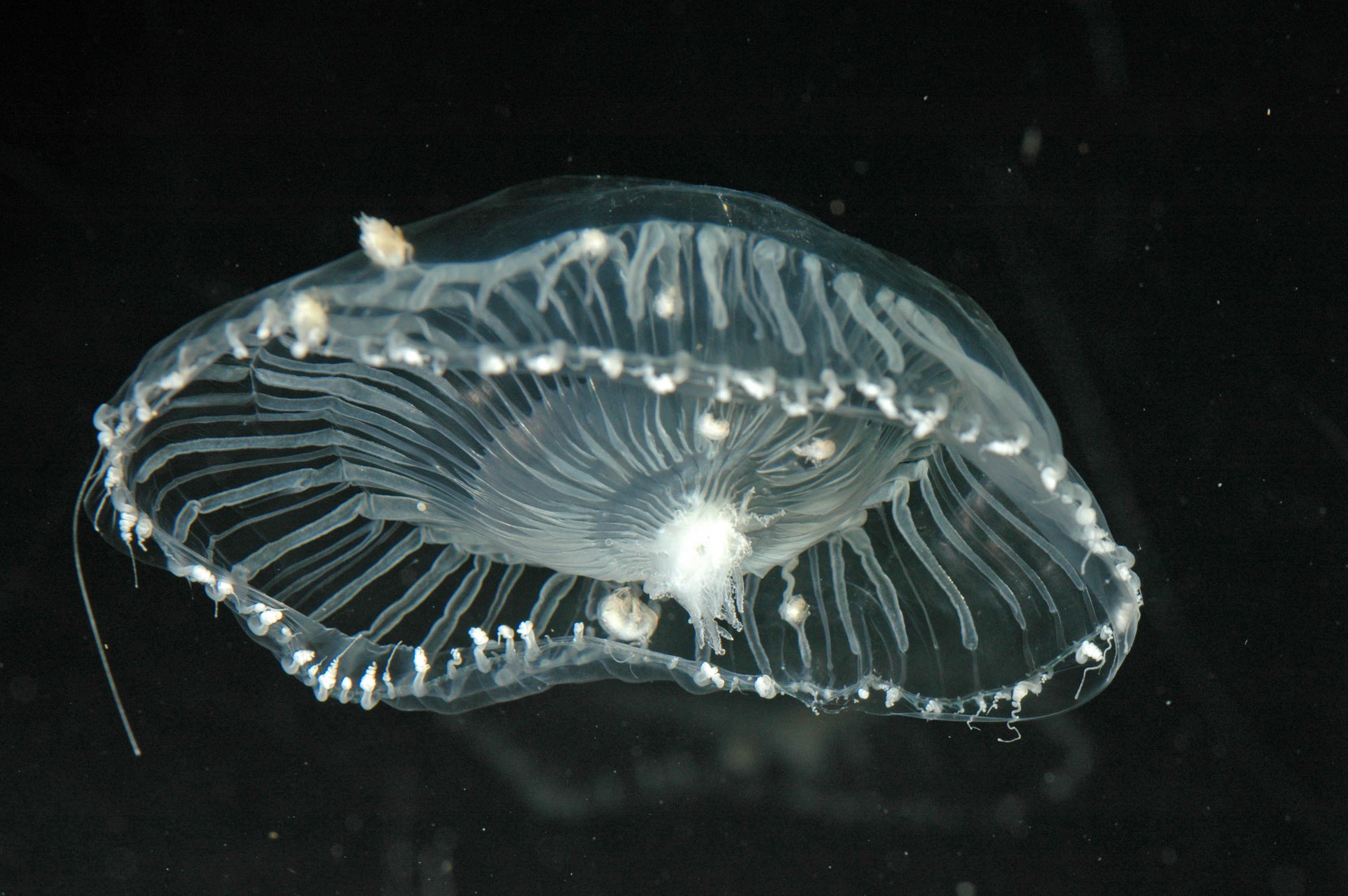
クラゲノミの1種

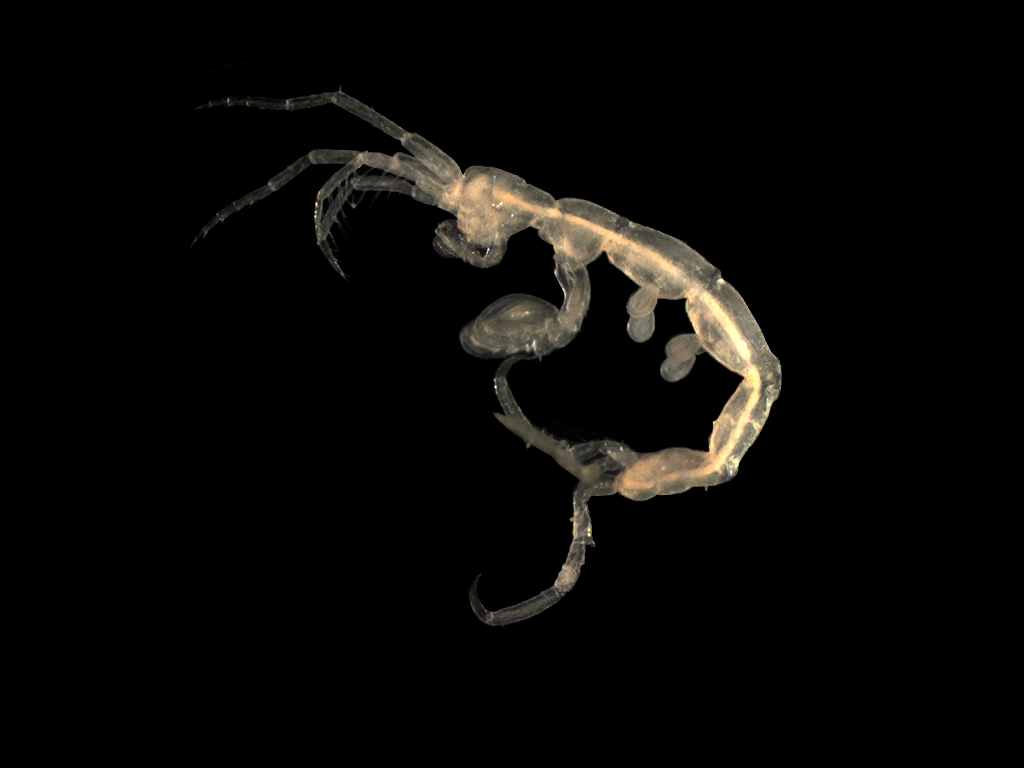
ワレカラの1種

ヨコエビ亜目 Gammaridea
100近い科が知られ、端脚類の中でもっとも多様化したグループといえる。海域はもちろん淡水域や湿った陸上、地下水などあらゆる環境に適応している。主に底生の自由生活種だが、寄生・共生するものもある(大塚 & 駒井 2008)。
クラゲノミ亜目 Hyperiidea
クラゲノミやタルマワシなどが分類される。クラゲやホヤなどに付着し、寄生生活をするものがある。
ワレカラ亜目 Corophiidea
ほぼ海産で、岩場の海藻や流れ藻につかまって生活する。体は細長く、5 cm以上になるものもいる。藻類に擬態しており、見かけは昆虫のナナフシに似ている。
インゴルフィエラ亜目 Ingolfiellidea
細長い体型をしている。海水、汽水に生息するが、地下水にもすんでいる。

上記は伝統的な分類体系であるが、2000年代からLowry and Myersによって分類の見直しが行われている。2013年、ヨコエビ亜目の一部とワレカラ亜目をあわせたSenticaudata亜目が設立された(Lowry & Myers 2013)。また、2017年にはヨコエビ亜目 Gammarideaが消滅し、Pseudingolfiellidea、Colomastigidea、Hyperiopsidea、Amphilochideaの4亜目が設けられ、インゴルフィエラ亜目が目に昇格となっている(Lowry & Myers 2017)。